# Zamarada metrioscaphes
Zamarada metrioscaphes là một loài bướm đêm trong họ Geometridae.